# Холлендер, Фридрих
Фри́дрих Хо́ллендер (нем. Friedrich Hollaender; 18 октября 1896 года, Лондон — 18 января 1976 года, Мюнхен), после эмиграции в Америку, известен как Фредерик Холлендер (англ. и нем. Frederick Hollander), был композитором немецкого ревю и звукового кино, артистом кабаре и поэтом-песенником.

## Биография

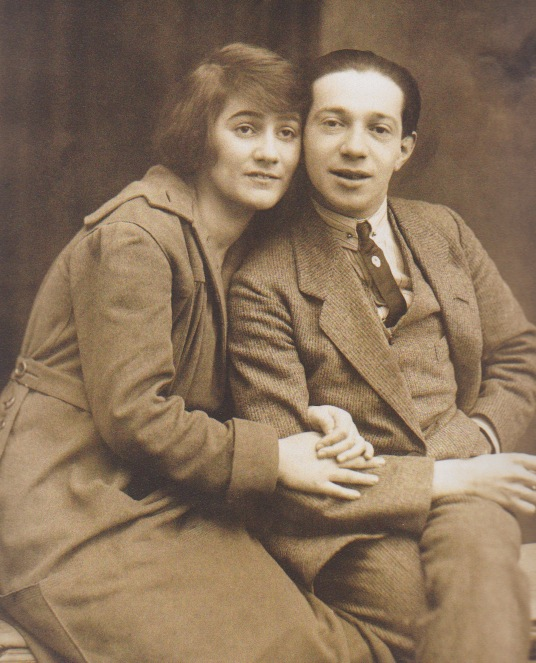
Бландин Эбингер и Фридрих Холлендер (1920-е)

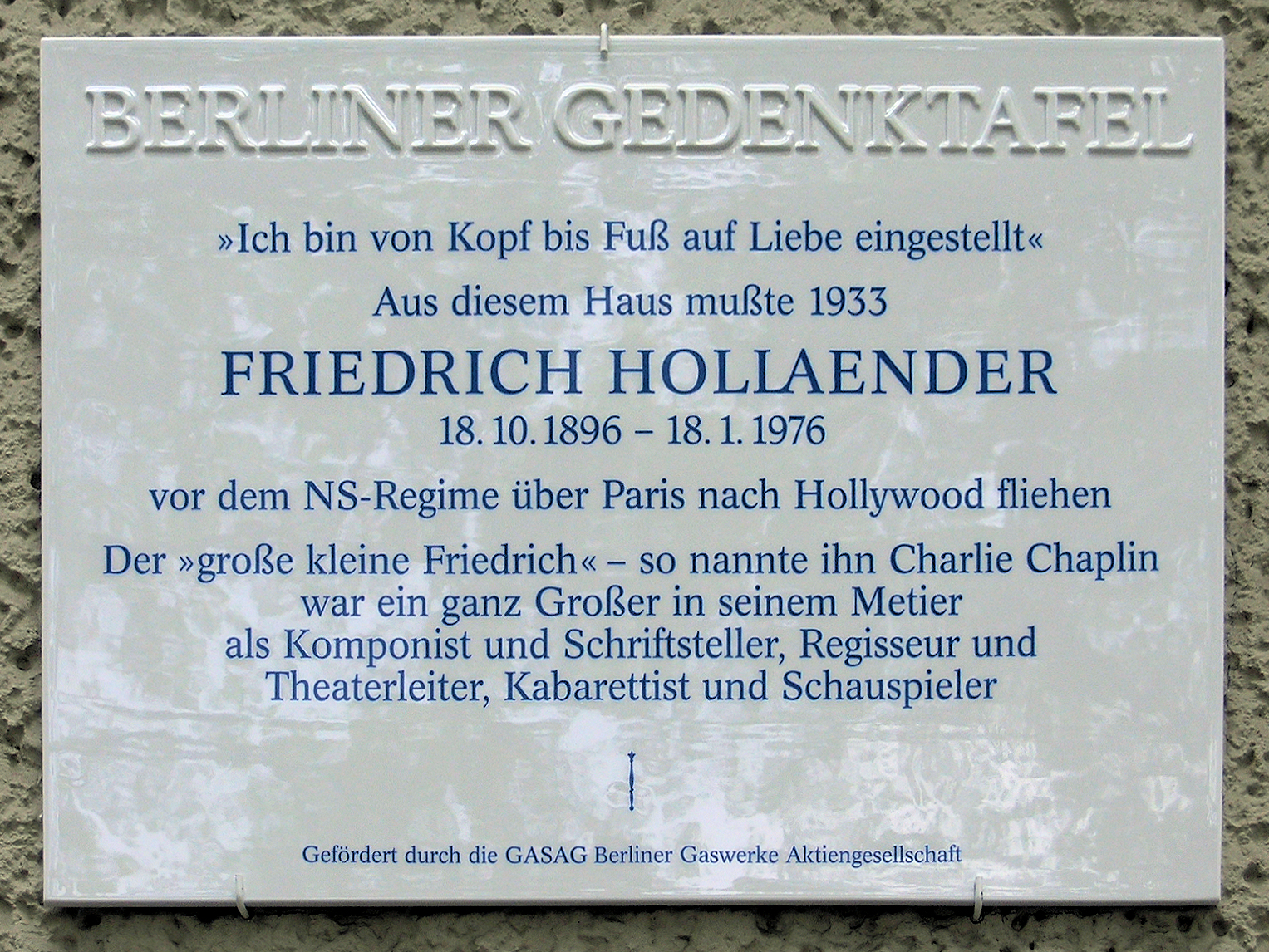
Берлинская памятная доска в доме Цицерострассе 14, в Халензе (район Берлина)

Фридрих Холлендер родился в Лондоне, единственный ребёнок в семье. Его отцом был тогда известный дирижёр и композитор оперетт, еврейского происхождения, Виктор Холлендер. Его мать Роза Перл была ревю-певицей в цирке. Его дед по отцовской линии любил музыку и театр, и соответственно привил это своим трём сыновьям (то есть отцу Фридриха и его двум братьям). Оба дяди Фридриха, Феликс и Густав Холлендер, занимали важные посты в культурной и музыкальной жизни Берлина: Феликс — драматург в театре Макса Рейнхардта и Густав — директор консерватории Штерна.
На рубеже XX века семья Холлендеров переехала в Берлин, откуда она родом. Там Виктор работал в Метрополь-Театре на Ноллендорфплац.
Ещё в детстве Холлендер импровизировал на рояле отца. Он стал студентом магистратуры в Штернской консерватории при Энгельберте Хампердинкоме. В юности он часто играл на пианино в кинотеатре немого кино на углу, что в дальнейшем ему помогло отлично импровизировать, аккомпанируя ранее неизвестные ему фильмы.
В 1914 и 1915 годах Фридрих Холлендер находился в Нью-Йорке и Праге. Позже он был освобождён от участия в военных действиях, благодаря родственным связям (дяде Феликсу), поскольку должен был руководить оркестром в театре на Западном фронте. Этот этап, возможно, стал переломным в творческой жизни Холлендера, когда развлечение превратилось в серьёзную музыку.
После Первой мировой войны в Берлине Холлендер встретился с единомышленниками, такими как Вернер Хейман, Курт Тухольский, Клабунд, Вальтер Меринг, Миша Сполянский, Иоахим Рингельнац и молодая актриса Бландин Эбингер, чтобы создать кабаре. Оно получило название «Шум и дым», находилось в подвале большого театра, который возглавлял Макс Рейнхардт. Здание было расположено на месте большой цирковой арены, на углу улиц Фридрихштрассе и Шиффбауэрдамме, после войны использовался, как Фридрихштадтпаласт и снесён в 1980-х годах из-за ветхости. Рейнхардт сам инициировал это кабаре, но вскоре отдал его в распоряжение Гансу фон Вольцогену.
В 1933 году он вынужден был покинуть нацистскую Германию из-за своего еврейского происхождения и сначала переехал в Париж. В следующем году он эмигрировал в Соединённые Штаты, где написал музыку для более чем ста фильмов. Четырежды номинировался на премию Оскар. Под именем Фредерик Холлендер написал полу-автобиографический роман Those Torn From Earth, изданный в 1941 году, в котором подробно описывается бегство из Германии, которое предприняли многие еврейские представители киноиндустрии после прихода к власти нацистов и введения Нюрнбергских законов.
В 1956 году он вернулся в Германию. Работал в течение нескольких лет в Мюнхене в качестве композитора ревю. Снялся в камео-роли в кинокомедии Билли Уайлдера «Один, два, три» (1960) в роли капельмейстера.
Холлендер умер в 1976 году в Мюнхене и похоронен на кладбище Остфридхоф.

### Избранная фильмография
- 1926: Kreuzzug des Weibes
- 1930: Голубой ангел – Режиссёр: Джозеф фон Штернберг
- 1930: Die große Sehnsucht
- 1930: Einbrecher – Режиссёр: Hanns Schwarz
- 1930: Der Andere – Режиссёр: Роберт Вине
- 1931: Der Mann, der seinen Mörder sucht – Режиссёр: Роберт Сиодмак
- 1931: Das gelbe Haus des King-Fu – Режиссёр: Карл Груне
- 1931: Das Lied vom Leben (песня)
- 1931: Бури страсти
- 1931: Der Weg nach Rio
- 1933: Ich und die Kaiserin
- 1933: Ich bin Susanne
- 1936: Die zweite Mutter – Режиссёр: Уэсли Рагглз
- 1937: Сто мужчин и одна девушка – Режиссёр: Генри Костер
- 1937: Ангел – Режиссёр: Эрнст Любич
- 1937: Mein Leben in Luxus – Режиссёр: Митчелл Лейзен
- 1939: Полночь  – Режиссёр: Митчелл Лейзен
- 1939: Дестри снова в седле – Режиссёр: Джордж Маршалл
- 1940: Запомни ночь – Режиссёр: Митчелл Лейзен
- 1940: Великий Макгинти – Режиссёр: Престон Стёрджес
- 1940: Die Hölle der Südsee – Режиссёр: Louis King
- 1942: Zeuge der Anklage – Режиссёр: Джордж Стивенс
- 1942: Der Mann, der zum Essen kam – Режиссёр: Уильям Кейли
- 1943: Der Pilot und die Prinzessin – Режиссёр: Norman Krasna
- 1945: Oh, Susanne! – Режиссёр: William A. Seiter
- 1945: Конфликт – Режиссёр: Кёртис Бернхардт
- 1945: Рождество в Коннектикуте (фильм, 1945) – Режиссёр: Питер Годфри
- 1948: Берлинский экспресс – Режиссёр: Жак Турнёр
- 1948: Зарубежный роман – Режиссёр: Билли Уайлдер
- 1949: Пленница – Режиссёр: Макс Офюльс
- 1950: Never a Dull Moment – Режиссёр: George Marshall
- 1951: Моё запретное прошлое — Режиссёр Роберт Стивенсон
- 1953: The 5,000 Fingers of Dr. T. – Режиссёр: Roy Rowland
- 1954: It Should Happen to You – Режиссёр: Джордж Кьюкор
- 1954: Сабрина – Режиссёр: Билли Уайлдер
- 1955: We’re No Angels – Режиссёр: Майкл Кёртис
- 1960: Привидения в замке Шпессарт – Режиссёр: Курт Хофман